# Iqbal Masih
Iqbal Masih (urdu: اقبال مسیح), född 1983 i Muridke i Pakistan, död 16 april 1995 i Muridke, var en pakistansk människorättskämpe. Han var skuldslav, vilket betyder att han inte kunde bli fri förrän han hade betalt av en skuld som hans familj hade. Masih såldes för motsvarande ett hundra svenska kronor och började arbeta vid fyra års ålder för en lön på bara några få ören.
Masih befriades av organisationen Skuldslavarnas befrielsefront efter sex år som mattknytare. Han fick utbildning på organisationens skola och hjälpte andra barn att bli fria. Man beräknar att han hjälpte mer än 3 000 pakistanska barn att fly från skuldslaveri.
Masih ville utbilda sig till advokat för att bättre kunna föra skuldslavarnas talan och reste utomlands till bland annat Sverige och USA för att berätta sin historia och uppmuntra till kamp mot barnarbete.
På påskdagen 16 april 1995, på väg från kyrkan, mördades Masih med ett hagelgevär när han var på besök hos sin syster och mor. Han var endast 12 år gammal. Masih blev en internationell symbol för vad arbetande barn utsätts för och uppmärksamheten runt mordet på honom har hjälpt till att förbättra andra barns situation.
År 2000 fick Iqbal Masih postumt det första The World's Children's Prize for the Rights of the Child som utdelats.
När Kailash Satyarthi och Malala Yousafzai fick Nobels fredspris 2014 för sitt arbete mot förtryck av barn och unga refererade Satyarthi till Masihs kamp i sitt tal.